# SC Szeged
Der SC Szeged ist ein ungarischer Handballverein aus Szeged, Komitat Csongrád-Csanád, im Süden des Landes. Der Verein wurde 1961 gegründet und gewann 1996, 2007, 2018, 2021 und 2022 die ungarische Meisterschaft. 1977, 1982, 1983, 1993, 2006, 2008, 2019 und 2025 wurde der ungarische Pokal gewonnen. Derzeit gilt der SC Szeged zusammen mit KC Veszprém als stärkster Verein in Ungarn und nimmt regelmäßig an der EHF Champions League teil.

## Namenswechsel
Der in Szeged ansässige Wurstwarenhersteller Pick ist seit 1993 der Haupt- und Namenssponsor des Vereins. Die 2021 eröffnete Heimspielstätte Pick Aréna mit 8143 Plätzen trägt ebenfalls den Namen des Salamiherstellers.

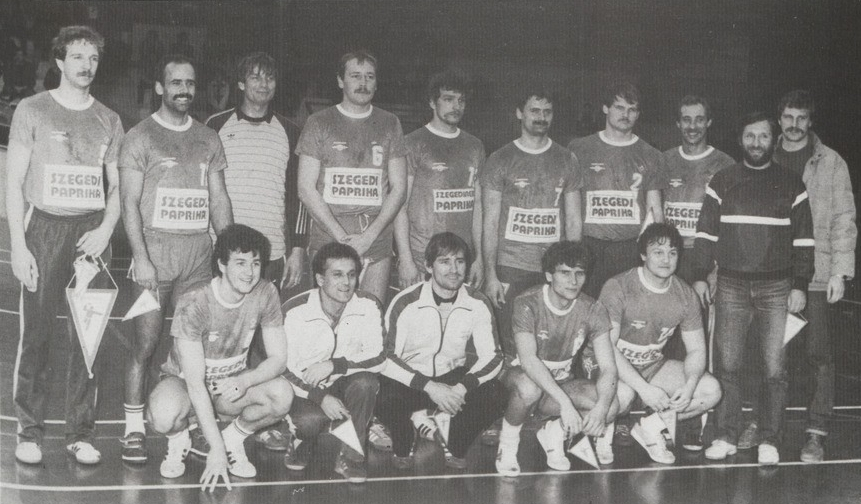
Die Mannschaft im Jahr 1986

Der Verein trug von 1961 bis 1965 den Namen Szegedi Előre, 1966 Szegedi Építők, 1967 bis 1969 Szegedi Előre, 1970 bis 1985 nach dem örtlichen Verkehrsunternehmen Volán Szegedi Volán SC, 1986 bis 1993 Tisza Volán SC, 1993 bis 2014 Pick Szeged und 2014 bis 2021 nach dem Mineralölkonzern MOL den Zusatz MOL-Pick Szeged. Seit 2022 ist die OTP Bank Co-Hauptsponsor des OTP Bank-Pick Szeged.

## Erfolge
- Ungarischer Meister: 1996, 2007, 2018, 2021, 2022
- Ungarischer Pokalsieger: 1977, 1982, 1983, 1993, 2006, 2008, 2019, 2025
- EHF-Pokalsieger: 2013/14

## Kader 2024/25
Trainer:  Michael Apelgren
| Nr. | Nat.       | Spieler             | Pos. |
| --- | ---------- | ------------------- | ---- |
| 12  | Schweden   | Tobias Thulin       | TH   |
| 16  | Ungarn     | Roland Mikler       | TH   |
| 19  | Ungarn     | Martin Nagy         | TH   |
| 3   | Island     | Janus Daði Smárason | RM   |
| 9   | Ungarn     | Richárd Bodó        | RL   |
| 18  | Kroatien   | Marin Jelinić       | LA   |
| 24  | Kroatien   | Mario Šoštarić      | RA   |
| 25  | Osterreich | Sebastian Frimmel   | LA   |
| 27  | Ungarn     | Bence Bánhidi       | KM   |
| 30  | Russland   | Gleb Kalarasch      | KM   |
| 31  | Frankreich | Jérémy Toto         | KM   |
| 34  | Serbien    | Lazar Kukić         | RM   |
| 35  | Ungarn     | Barnabás Rea        | RM   |
| 41  | Spanien    | Imanol Garciandia   | RR   |
| 51  | Slowenien  | Borut Mačkovšek     | RL   |
| 51  | Norwegen   | Magnus Rød          | RR   |
| 93  | Ungarn     | Benjámin Szilágyi   | RA   |

## Trainer
Trainer des Vereins seit der Saison 2024/25 Michael Apelgren, sein Co-Trainer ist Jonas Källman.
Zu den Vorgängern zählen Krisztián Kárpáti (2023–2024), Juan Carlos Pastor (2013–2023), Dragan Đukić (2001–2003), Péter Kovács (2003–2006), Zoran Kurteš (2006–2007), Vladan Matić (2007–2009), nochmals Dragan Đukić (2009–2010) und László Skaliczki (2010–2013).